# Arroio Salsipuedes
O arroio Salsipuedes é um curso de água afluente do rio Negro em território do Uruguai. Foi às margens desse regato que ocorreu o massacre de Salsipuedes, onde foram aprisionados ou mortos os charruas ainda existentes na região. As forças orientais foram comandadas por Bernabé Rivera, por ordem de seu tio, o General Fructuoso Rivera, primeiro presidente eleito da República Oriental do Uruguai, que planejara secretamente a ação.
A palavra salsipuedes deriva de sale si puedes ou, em português, saia se puder.